# Lesson Learned
"Lesson Learned" é uma canção da banda Alice in Chains, lançada em seu quarto álbum de estúdio Black Gives Way to Blue (2009). Foi lançada em 22 de junho de 2010 como o quarto e último single do álbum.

## Créditos
- Jerry Cantrell – vocais, guitarra
- William DuVall – backing vocal, guitarra rítmica
- Mike Inez – Baixo
- Sean Kinney – Bateria

## Vídeo clipe
Um vídeo clipe dirigido por Paul Matthaeus foi lançado em 22 de Setembro de 2010.

## Desempenho nos gráficos
| Parada musical (2010)         | Posição |
| ----------------------------- | ------- |
| Polish Singles Chart          | 2       |
| US Hot Mainstream Rock Tracks | 4       |
| US Rock Songs                 | 10      |
| US Alternative Songs          | 25      |